# BSH Hausgeräte
BSH Hausgeräte GmbH (det danske datterselskab hedder BSH Hvidevarer A/S) er en tysk producent af hvidevarer, som er den største i Europa og blandt de største på verdensplan. Koncernen er etableret som et joint venture i 1967 mellem Robert Bosch GmbH (Stuttgart) og Siemens AG (München). Den årlige omsætning i koncernen var i 2014 på 11,45 mia. Euro. BSH driver i dag 43 fabrikker i 13 lande i Europa, USA, Latinamerika og Asien. BSH-koncernen består i dag af omkring 80 virksomheder i 50 lande og med en samlet arbejdsstyrke på mere end 53.000 ansatte. I september 2014 lavede Robert Bosch GmbH en købsaftale om at købe Simens 50 % ejerandel i BSH-koncernen for en pris på i alt 3 mia. Euro.

## BSH-mærker
Primære mærker:
- Bosch
- Siemens

Specialmærker:
- Gaggenau
- Neff
- Thermador
- Constructa
- Viva
- Ufesa
- Junker
- Zelmer

Regionale mærker:
- Pitsos
- Coldex
- Balay
- Profilo

## Datterselskaber/lokaliteter
Tyskland
- Bad Neustadt
- Berlin
- Bretten
- Dillingen
- Giengen
- München (hovedkvarter)
- Nauen
- Traunreut

Frankrig
- Lipsheim

Grækenland
- Athen

Polen
- Lodz
- Rzeszow

Rusland
- Sankt Petersborg

Slovakiet
- Michalovce

Slovenien
- Nazarje

Spanien
- Esquiroz
- La Cartuja
- Montañana
- Santander
- Vitoria

Tyrkiet
- Çerkezköy

Kina
- Chuzhou
- Nanjing
- Wuxi

Indien
- Chennai

Peru
- Callao (Lima)

USA
- La Follette
- New Bern